# Stijn Haeldermans
Stijn Haeldermans (* 22. April 1975 in Hasselt) ist ein ehemaliger belgischer Fußballspieler. 
Er spielte bis Juli 2008 bei Rot-Weiss Essen im Mittelfeld, nach dem sein Vertrag ausgelaufen war und nicht verlängert wurde, verließ er RWE.

## Bisherige Vereine
- bis 1996: MVV Maastricht
- 1996 – 1997: KRC Genk
- 1997 – 1999: Standard Lüttich
- 1999 – 2000: SK Lommel
- 2000 – 2002: Fortuna Sittard
- 2002 – 12/2002: Lierse SK
- 1/2003 – 2003: SK Lommel
- 2003 – 2004: Koninklijke Heusden-Zolder
- 2004 – 2005: Rot-Weiß Oberhausen
- 2005 – 2008: Rot-Weiss Essen

| Personendaten    | Personendaten             |
| ---------------- | ------------------------- |
| NAME             | Haeldermans, Stijn        |
| KURZBESCHREIBUNG | belgischer Fußballspieler |
| GEBURTSDATUM     | 22. April 1975            |
| GEBURTSORT       | Hasselt, Belgien          |